# Ekstraliga w hokeju na lodzie 2011/2012
Sezóna polské hokejové extraligy 2011/2012 byla 56. ročníkem této soutěže. Vítězem se stal tým Ciarko PBS Bank Sanok.

## Hrací systém
Ligy se původně mělo účastnit 10 týmů, ale kvůli problémům s financemi, resp. licencí se týmy Stoczniowiec Gdańsk a KTH Krynica této sezóny nezúčastnily. Soutěž tak měla 8 účastníků. Ty se nejprve utkaly šestikolově každý s každým (42 kol). Nejlepší čtveřice týmů následně postoupila do play off, které se hrálo na čtyři vítězné zápasy. Hrálo se i utkání o bronz (také na 4 vítězné zápasy). Týmy na 5. až 8. pozici hrály play out, které se hrálo v rámci sérií na čtyři vítězné zápasy. Vítězové prvního kola play out se utkali systémem doma a venku o konečné 5. místo. Poražení se utkali v sérii na čtyři vítězné zápasy, z níž poražený přímo sestoupil do 1. ligy.

## Základní část
| Vysvětlivky                            |
| -------------------------------------- |
| Tým postupující do semifinále play off |
| Tým hrající play out                   |

| Poř. | Tým                    | Z  | V  | VP | PP | P  | VG  | OG  | B  |
| ---- | ---------------------- | -- | -- | -- | -- | -- | --- | --- | -- |
| 1.   | Ciarko PBS Bank Sanok  | 42 | 29 | 3  | 0  | 10 | 204 | 112 | 93 |
| 2.   | Comarch Cracovia       | 42 | 25 | 3  | 1  | 13 | 210 | 130 | 82 |
| 3.   | Aksam Unia Oświęcim    | 42 | 26 | 0  | 3  | 13 | 182 | 133 | 81 |
| 4.   | JKH GKS Jastrzębie     | 42 | 22 | 4  | 4  | 12 | 161 | 129 | 78 |
| 5.   | GKS Tychy              | 42 | 22 | 3  | 4  | 13 | 139 | 103 | 76 |
| 6.   | Zagłębie Sosnowiec     | 42 | 9  | 6  | 2  | 25 | 122 | 177 | 41 |
| 7.   | Nesta Karawela Toruń   | 42 | 7  | 2  | 4  | 29 | 107 | 228 | 29 |
| 8.   | MMKS Podhale Nowy Targ | 42 | 5  | 2  | 5  | 30 | 116 | 229 | 24 |

## Play off

### Semifinále
- Ciarko PBS Bank Sanok – JKH GKS Jastrzębie 4:0 na zápasy (4:3, 2:1, 2:0, 5:3)
- Comarch Cracovia – Aksam Unia Oświęcim 4:0 na zápasy (3:2, 5:2, 5:4, 5:3)

### O 3. místo
- Aksam Unia Oświęcim – JKH GKS Jastrzębie 4:3 na zápasy (3:4, 3:0, 1:5, 5:2, 2:3 PP, 4:3, 3:2 PP)

### Finále
- Ciarko PBS Bank Sanok – Comarch Cracovia 4:1 na zápasy (3:2 PP, 2:5, 3:2, 4:2, 5:1)

## Play out

### 1. kolo
- GKS Tychy – MMKS Podhale Nowy Targ 4:1 na zápasy
- Zagłębie Sosnowiec – Nesta Karawela Toruń 4:3 na zápasy

### O 5. místo
- GKS Tychy – Zagłębie Sosnowiec 8:1, 2:0

### 2. kolo
- Nesta Karawela Toruń – MMKS Podhale Nowy Targ 4:1 na zápasy

- MMKS Podhale Nowy Targ sestoupil do 1. ligy.